# (612218) 2001 KD77
(612218) 2001 KD77 est un objet transneptunien du groupe des plutinos. 

## Caractéristiques
(612218) 2001 KD77 mesure environ 235 km de diamètre.